# Pasquale Paoli
Filippo Antonio Pasquale de' Paoli (franska: Pascal Paoli), född 6 april 1725 i Morosaglia, död 5 februari 1807 i London, var en korsikansk frihetskämpe och självständighetsledare. "U Babbu di Patria" Landsfadern.

## Biografi
Paoli var son till Giacinto Paoli (1702-1769) som var en av ledarna för den korsikanska upprorsrörelsen mot Genua. Han följde sin far i landsflykt 1739 men återvände 1755 till Korsika. Han genomdrev öns befrielse från Genua; genuesarna behöll endast kontrollen över några kustorter.
Paoli ledde Korsikas administration, men när Genua 1768 sålde sina anspråk på ön till Frankrike måste han fly de invaderande franska trupperna och anlände till London 1769. Efter franska revolutionen välkomnades han tillbaka till Frankrike av revolutionärerna och återvände 1791 till Korsika som guvernör. Han råkade emellertid i konflikt med konventet och understödde britternas erövring av Korsika 1793–1794. Därefter intrigerades han bort från politiskt inflytande av den brittiske guvernören Gilbert Elliot och Pozzo di Borgo. År 1795 drog han sig undan till London varefter Korsika föll för invaderande franska styrkor året efter och Pasquale Paoli avled i exil i London år 1807.

## Eftermäle

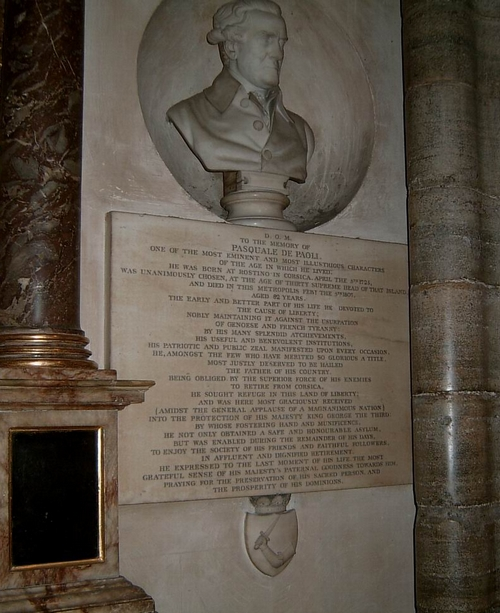
Byst av Paoli i Westminster Abbey.

Paoli begravdes på kyrkogården vid Old St. Pancras i London och en byst och minnestavla placerades i Westminster Abbey. År 1889 transporterades hans kvarlevor till Korsika ombord på en brittisk fregatt och begravdes i familjegraven i Morosaglia.